# Maria Englstorfer
Maria Englstorfer (auch als Engelstorfer oder Engelsdorfer genannt; * 29. Oktober 1903 im Wiener Bezirk Neubau; † 14. Juni 1979) war eine österreichische Schauspielerin.

## Leben
Während ihrer Ausbildung an der Schauspielakademie arbeitete sie im österreichischen Verkehrsbüro. 1932 debütierte sie am Neuen Wiener Schauspielhaus, ab 1942 stand sie in Klagenfurt auf der Bühne. Von 1945 bis 1966 war sie Teil des Stammensembles des Stadttheaters St. Pölten. Leon Epp holte sie 1967 an das Volkstheater Wien, wo sie bis zu ihrem Ableben tätig war. Für ihre Leistungen am Wiener Volkstheater wurde Maria Englstorfer der Karl-Skraup-Preis 1975/76, Kategorie Nebenrolle, verliehen.
Englstorfer, die auch an der Löwinger-Bühne spielte, gelang in ihrem letzten Lebensjahrzehnt der Durchbruch in österreichischen Film- und TV-Produktionen, u. a. in Fernsehserien wie Tatort, Ein echter Wiener geht nicht unter sowie in zwei Folgen der Reihe Kottan ermittelt (1976, 1979).
Maria Englstorfer wurde in Wien auf dem Baumgartner Friedhof (Gruppe 21, Nummer 720) bestattet.

## Filmografie (Auswahl)
- 1969: Die Moritat vom Räuberhauptmann Johann Georg Grasel (Regie: Otto Anton Eder)
- 1971: Das Konzert (Regie: Gustav Manker)
- 1972: Der letzte Werkelmann (Regie: Jörg A. Eggers)
- 1972: Die Angst des Tormanns beim Elfmeter (Regie: Wim Wenders)
- 1973: Hallo – Hotel Sacher … Portier!, Folge 7: Damen und Sachertorten
- 1973: Die falsche Annonce (Regie: Sissy Löwinger)
- 1973: Ein junger Mann aus dem Innviertel (Dokumentarspielfilm)
- 1975: Ein echter Wiener geht nicht unter: Die Wohnung
- 1975: Totstellen (Regie: Axel Corti)
- 1975: Tatort: Urlaubsmord (Regie: Peter Weck)
- 1975: Alles, nur keine Schwestern (Regie: Sissy Löwinger)
- 1976: Das Gebell (Regie: Wolfgang Glück)
- 1976: Kottan ermittelt: Hartlgasse 16a (Regie: Peter Patzak)
- 1976: Bomber & Paganini (Regie: Nikos Perakis)
- 1976: Duett zu dritt
- 1977: Glückssachen (Regie: Peter Patzak)
- 1979: Geschichten aus dem Wienerwald (Regie: Maximilian Schell)
- 1979: Kassbach (Regie: Peter Patzak)
- 1979: Kottan ermittelt: Drohbriefe (Regie: Peter Patzak)
- 1979: Santa Lucia (Regie: Peter Patzak)

## Ehrungen
- Karl-Skraup-Preis 1975/76
- Die Landeshauptstadt St. Pölten hat eine Straße nach Maria Engelstorfer benannt.